# Palazzo Capece Minutolo
Il Palazzo Capece Minutolo (o anche  Palazzo Caracciolo di Gioiosa) è un edificio di valore storico e architettonico di Napoli, ubicato tra via dei Tribunali e piazza Riario Sforza.
Il palazzo venne eretto nel XV secolo dai Caracciolo marchesi di Gioiosa e posseduto in epoche successive dai Capece Minutolo; da quanto pervenuto, oggi l'edificio risulta alquanto degradato: l'elemento di maggior valore dell'intera struttura è il maestoso portale catalano simile ai portali del palazzo dell'ospedale della Pace e di palazzo Penne.
Nel gennaio del 2025 è cominciato il restauro del prospetto laterale affacciante su Piazza Riario Sforza.